# 파나소닉전공코리아
파나소닉전공코리아는 파나소닉전공의 한국 내 자회사이다. 2003년 6월 19일 한국마쯔시타전공으로 설립되었고, 2006년 4월 파나소닉전공코리아로 상호를 변경한 뒤, 2012년 10월 파나소닉그룹 사업재편의 일환으로 파나소닉디바이스세일즈코리아주식회사와 사업통합이 되어 회사명도 파나소닉디바이스세일즈코리아주식회사로 변경되었다.

## 주요제품
- 제어디바이스: 커넥터, 릴레이, 스위치, 센서
- 제어FA: PLC, 화상처리장치, 터치스크린, FA센서, 자외선경화장치, 플라즈마세정, FA센서, 레이저마커, 이오나이저, 마이크로스코프
- 전자재료: 화학재, 전자기재

## 관계회사
- 파나소닉디바이스세일즈코리아
- 파나소닉 코퍼레이션 보관됨 2015-03-12 - 웨이백 머신
- 파나소닉 AIS사
- 파나소닉 코리아
- 파나소닉ES신동아